# شوراب (خوي)
شوراب هي قرية في مقاطعة خوي، إيران. يقدر عدد سكانها بـ 878 نسمة بحسب إحصاء 2016.